# Château Smith Haut Lafitte
Le château Smith Haut Lafitte, est un domaine viticole de 78 ha, situé à Martillac en Gironde. Situé en AOC pessac-léognan, il est classé grand cru dans le classement des vins de Graves, depuis 1959.

## Histoire du domaine

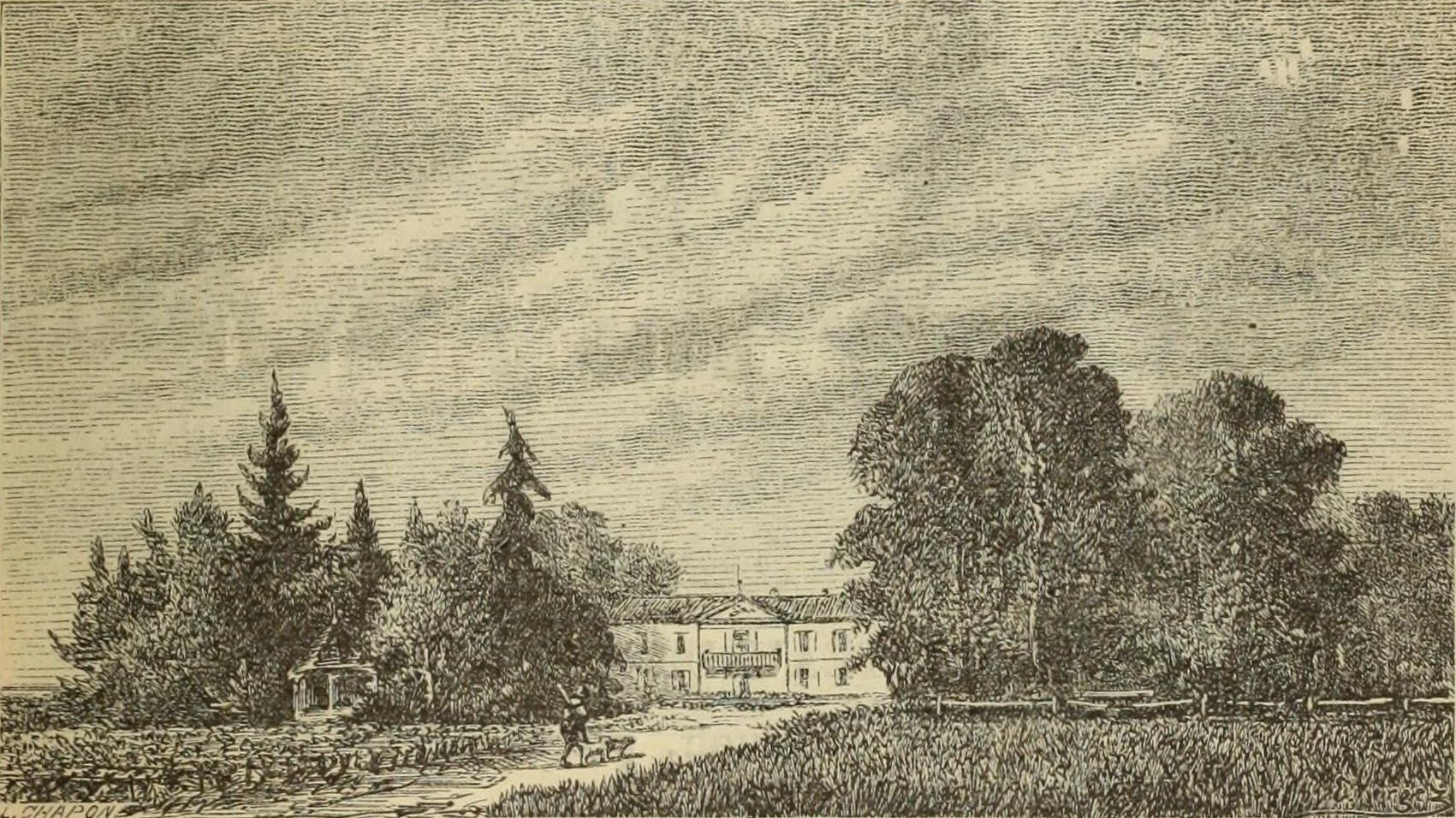
Illustration du Château Smith Haut Lafitte en 1886.

Le domaine est fondé en 1365 par la maison du Bosq qui nomme le vignoble Haut Lafitte. Au XVIIe siècle, l'Écossais George Smith rachète le domaine, qu'il renomme Smith Haut Lafitte, pour exporter vers l'Angleterre le vin en barriques. En 1842, le maire de Bordeaux, Duffour-Dubergier, hérite du château.
En 1906, Heinz Bömer devient propriétaire du château jusqu'au début de la Première Guerre mondiale. Le domaine lui est confisqué du fait de sa nationalité allemande. Pendant la Seconde Guerre mondiale, Bömer est nommé Beauftragter für den Weinimport Frankreich (Délégué à l'importation de vins de France) à Bordeaux, gérant l'approvisionnement des troupes allemandes en vin de Bordeaux. En 1957, la maison Louis Eschenauer acquiert la propriété qui sera classée officiellement grand cru de Graves en 1953. De nombreux investissements sont alors faits dans l'exploitation (notamment la construction d'un chai souterrain) afin d'augmenter la production du domaine. Le domaine de 130 hectares, dont 67 sont plantés de vignes, est racheté en 1991 pour 250 millions de francs par Daniel Cathiard, ancien PDG de Genty-Cathiard.

## Terroir
Le terroir est constitué de graves günziennes, avec des vignes d'une moyenne d'âge de 40 ans, constituées pour les vins rouges de 30 % de merlot, 63 % de cabernet-sauvignon, 6 % de cabernet franc et 1 % de petit verdot, et pour les vins blancs de 90 % de sauvignon blanc, 5 % de sauvignon gris et 5 % de sémillon. La densité est de 7 500 à 10 000 pieds à l'hectare.
Le vignoble est exploité sur 78 ha, 67 ha en vin rouge et 11 ha en vin blanc.

## Vins
Les vendanges sont entièrement manuelles avec un tri poussé. La fermentation s'effectue à 26 °C et 28 °C pour les rouges dans des foudres en chêne et 20 °C pour les blancs en vinification intégrale. L'élevage se fait en barriques dix-huit à vingt mois pour les vins rouges et douze mois pour les blancs, sans collage ni filtration. La production est de 10 000 caisses de vin rouge et 2 500 de vin blanc.
Le château produit également deux seconds vins : Les Hauts de Smith en rouge, en blanc et en rosé et le Petit Haut Lafitte en rouge et en blanc.

Le château Smith Haut Lafitte en images
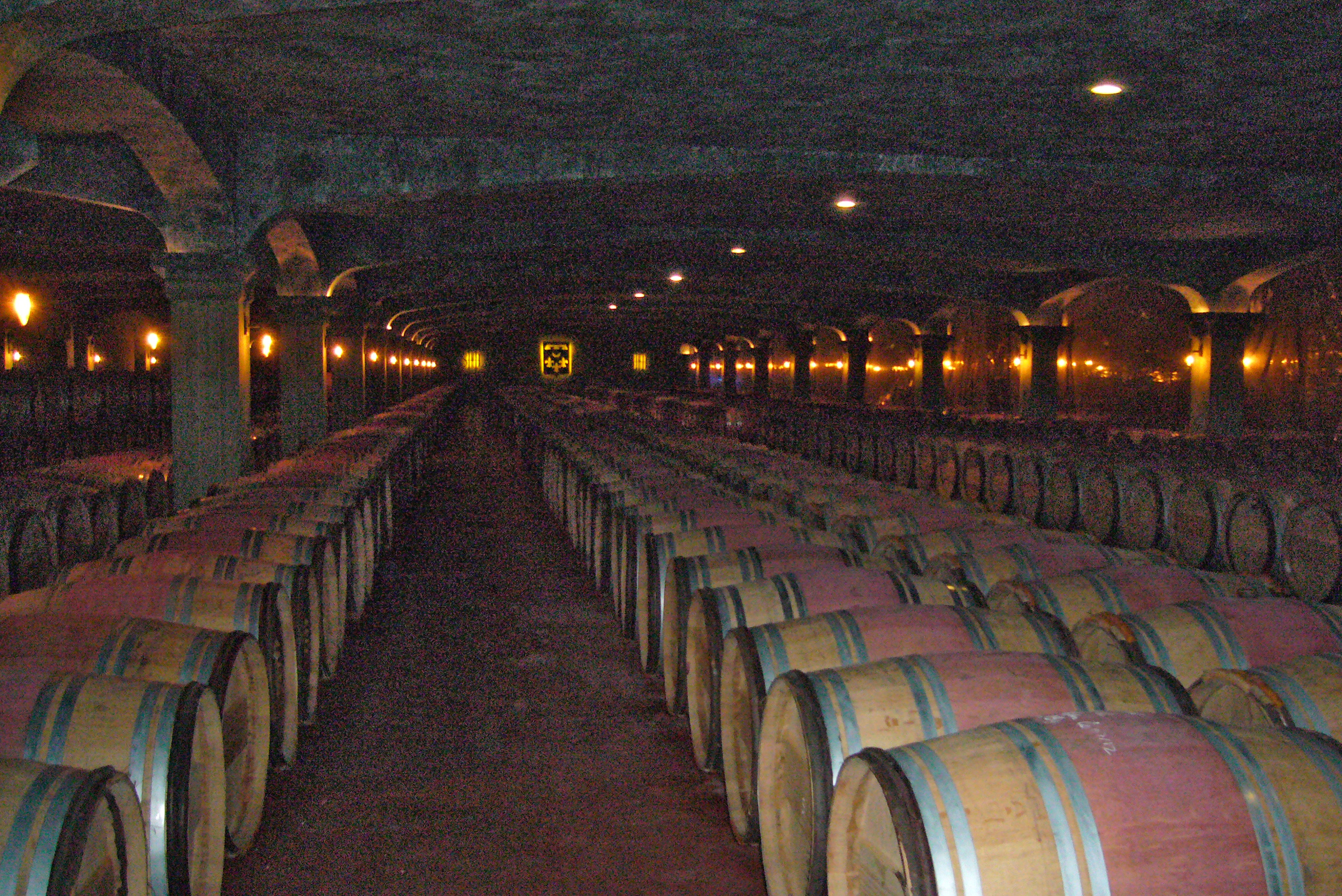
Cave des rouges.
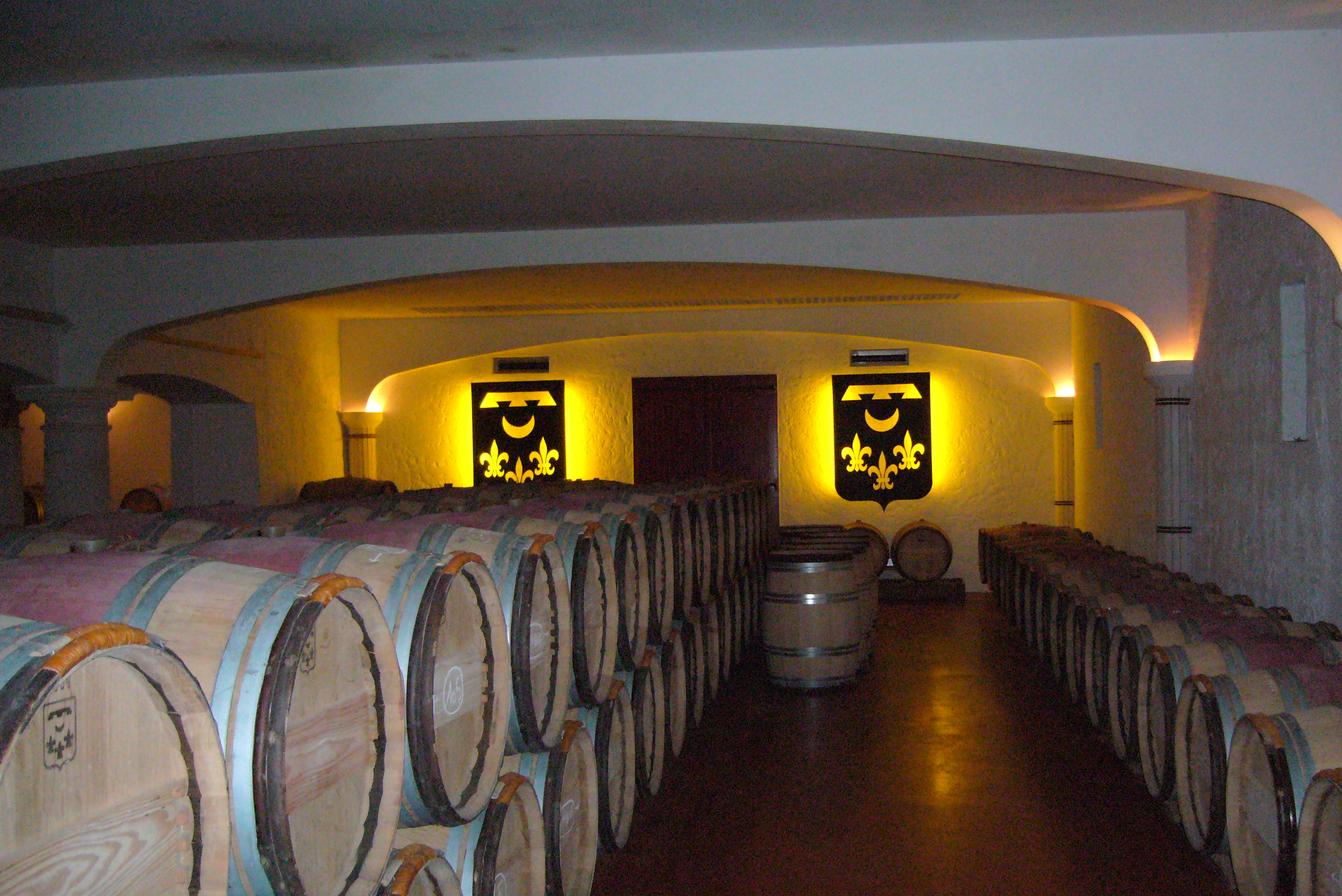
Cave des blancs.
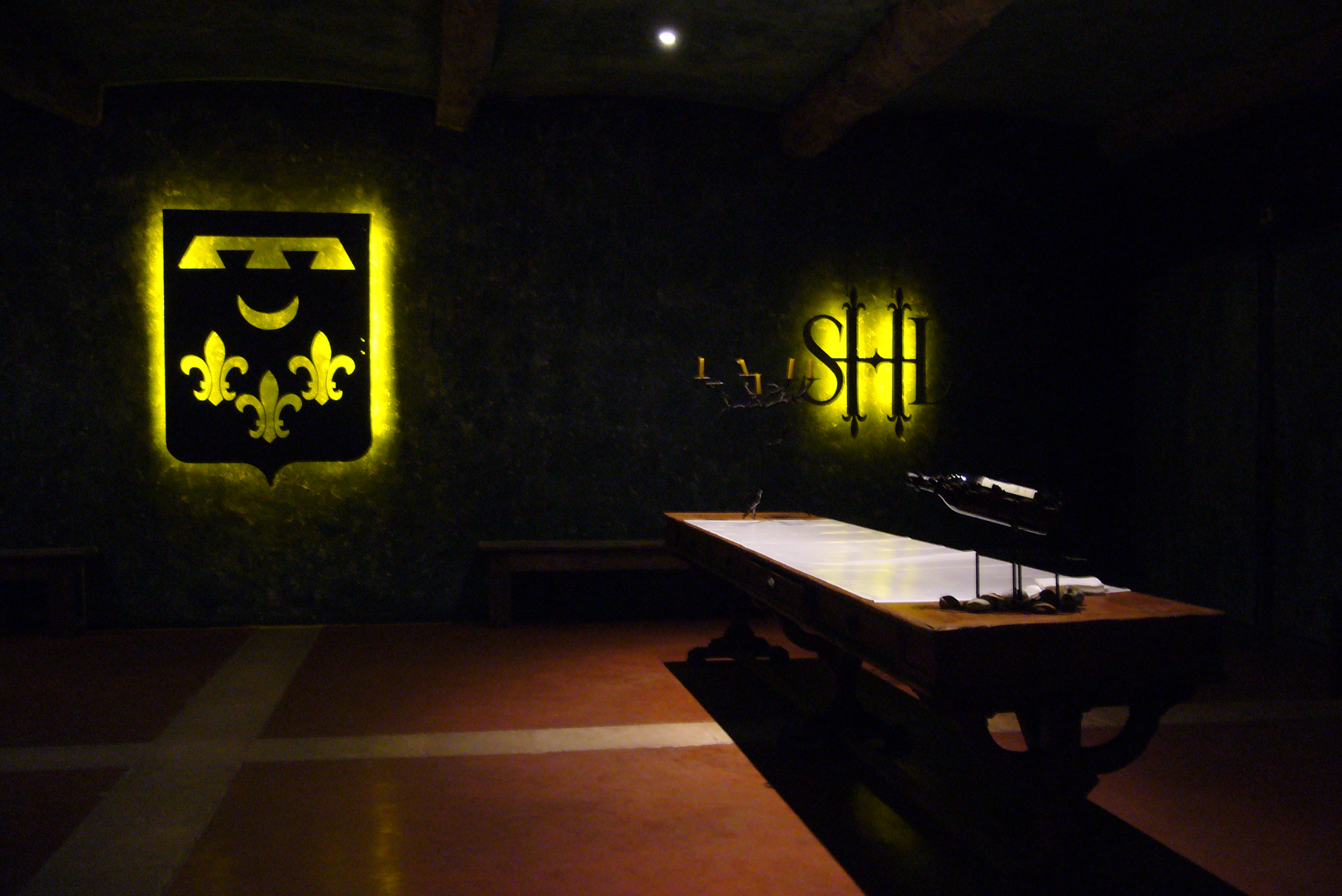
Autel.
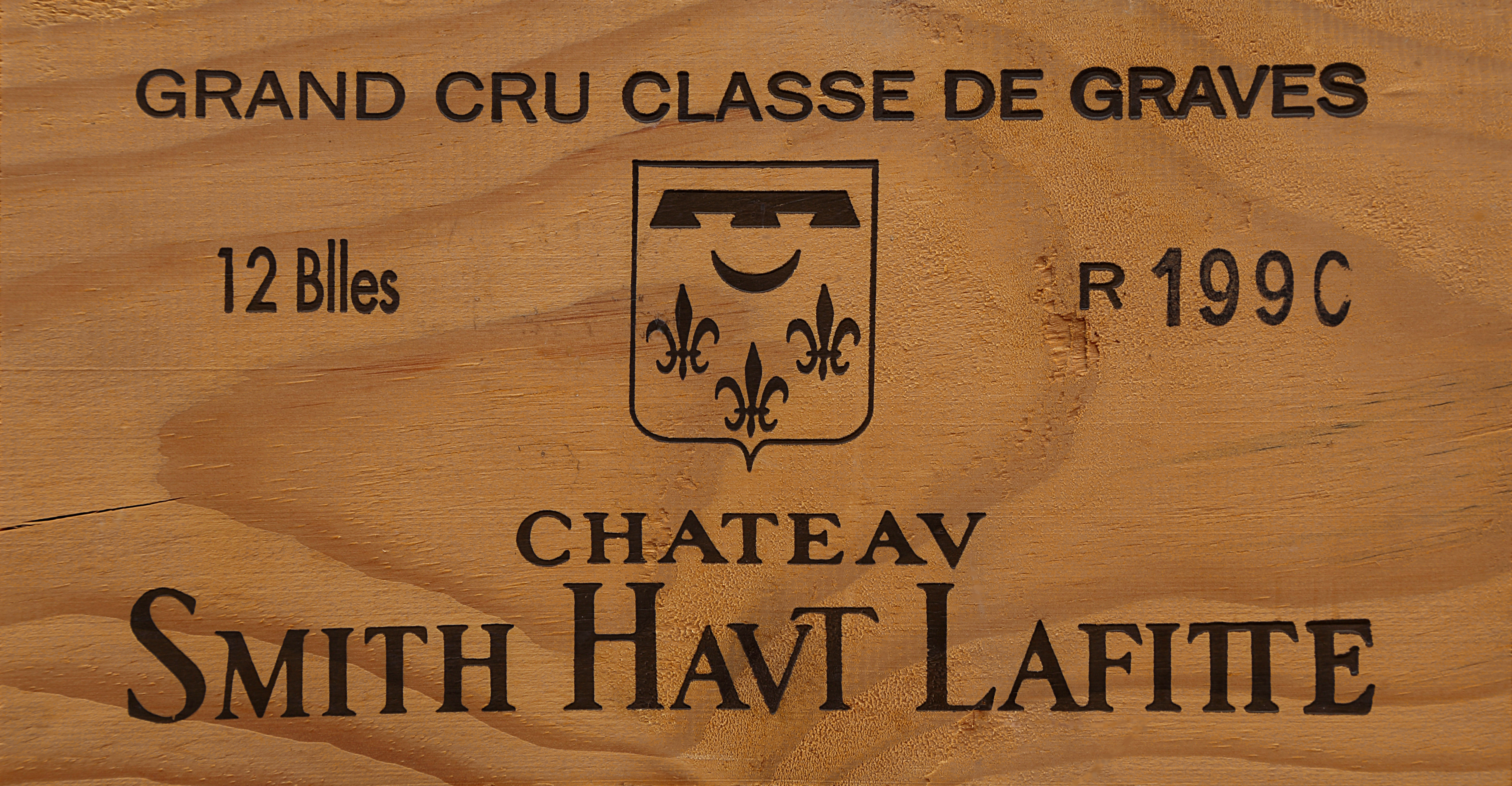
Estampe d'une façade de caisse en bois du millésime 1990.